# Euthrix agenjoi
Euthrix agenjoi är en fjärilsart som beskrevs av De Lattin 1969. Euthrix agenjoi ingår i släktet Euthrix och familjen ädelspinnare. Inga underarter finns listade i Catalogue of Life.